# Le Haut-Saint-François
Le Haut-Saint-François  es un municipio regional de condado (MRC) de Quebec en Canadá. Está ubicado en la región administrativa de Estrie. La sede y ciudad más poblada es Cookshire-Eaton.

## Geografía

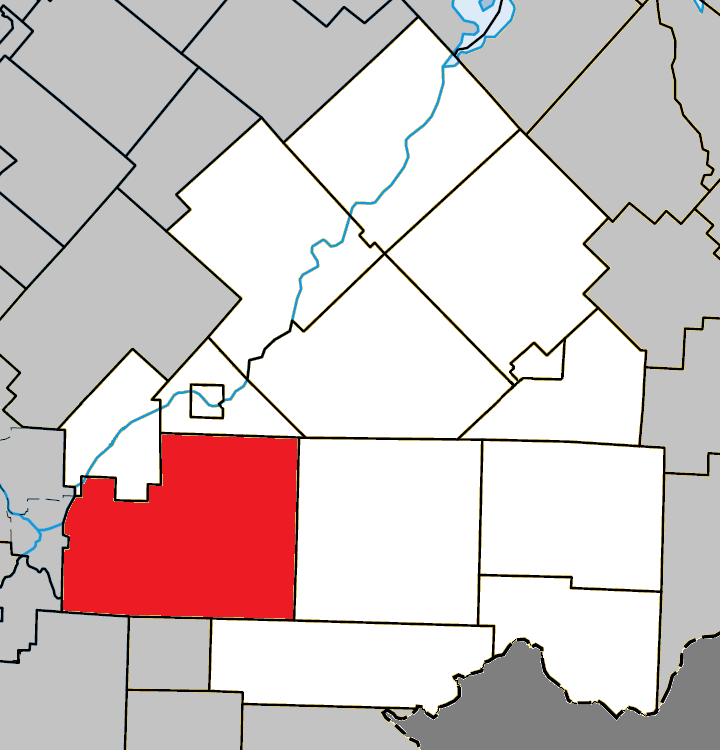
Territorio del MRC de Le Haut-Saint-François, en rojo Cookshire-Eaton

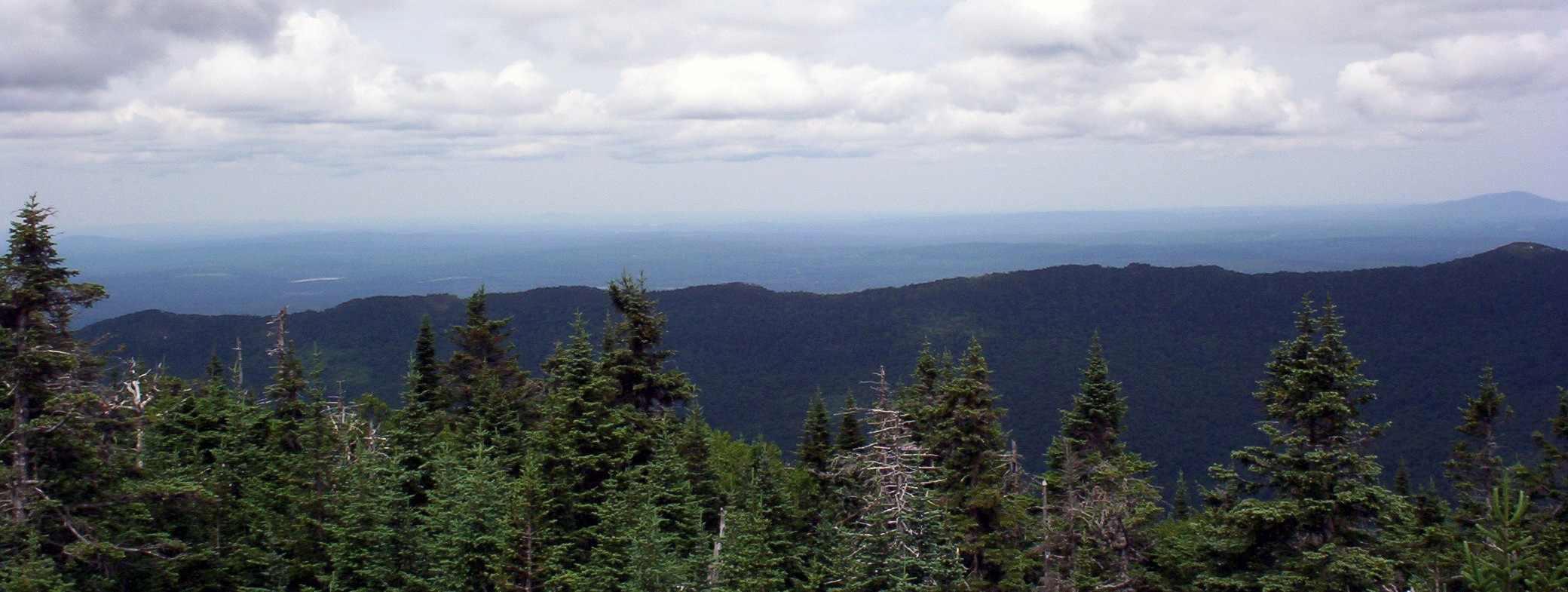
Montañas de Franceville

El MRC de Le Haut-Saint-François está ubicado más arriba de la cuenca del río Saint-François, 15 kilómetros al este de la ciudad de Sherbrooke y 150 km al este de Montreal. Limita al norte con los MRC de Les Sources y Les Appalaches, al este Le Granit, al sur Coaticook y el condado de Coös en el estado estadounidense de Nuevo Hampshire, al oeste la ciudad de Sherbrooke, y al noroeste Le Val-Saint-François. Está incluso en dos regiones naturales que son la meseta de Apalaches, donde corren el Sant-François y sus afluentes, y las Montañas Blancas, las cuales forman la frontera con los Estados Unidos. El monte Mégantic está ubicado en la borde de Le Haut-Saint-François y del MRC de Mégantic.

## Urbanismo
La autopista 10 une el MRC a Sherbrooke y Montreal.

## Historia

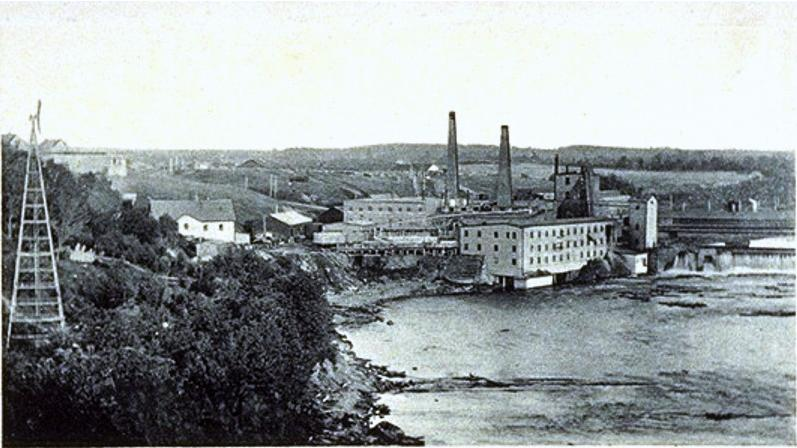
Fábrica de papel Brompton Pulp and Paper Co. en East Angus

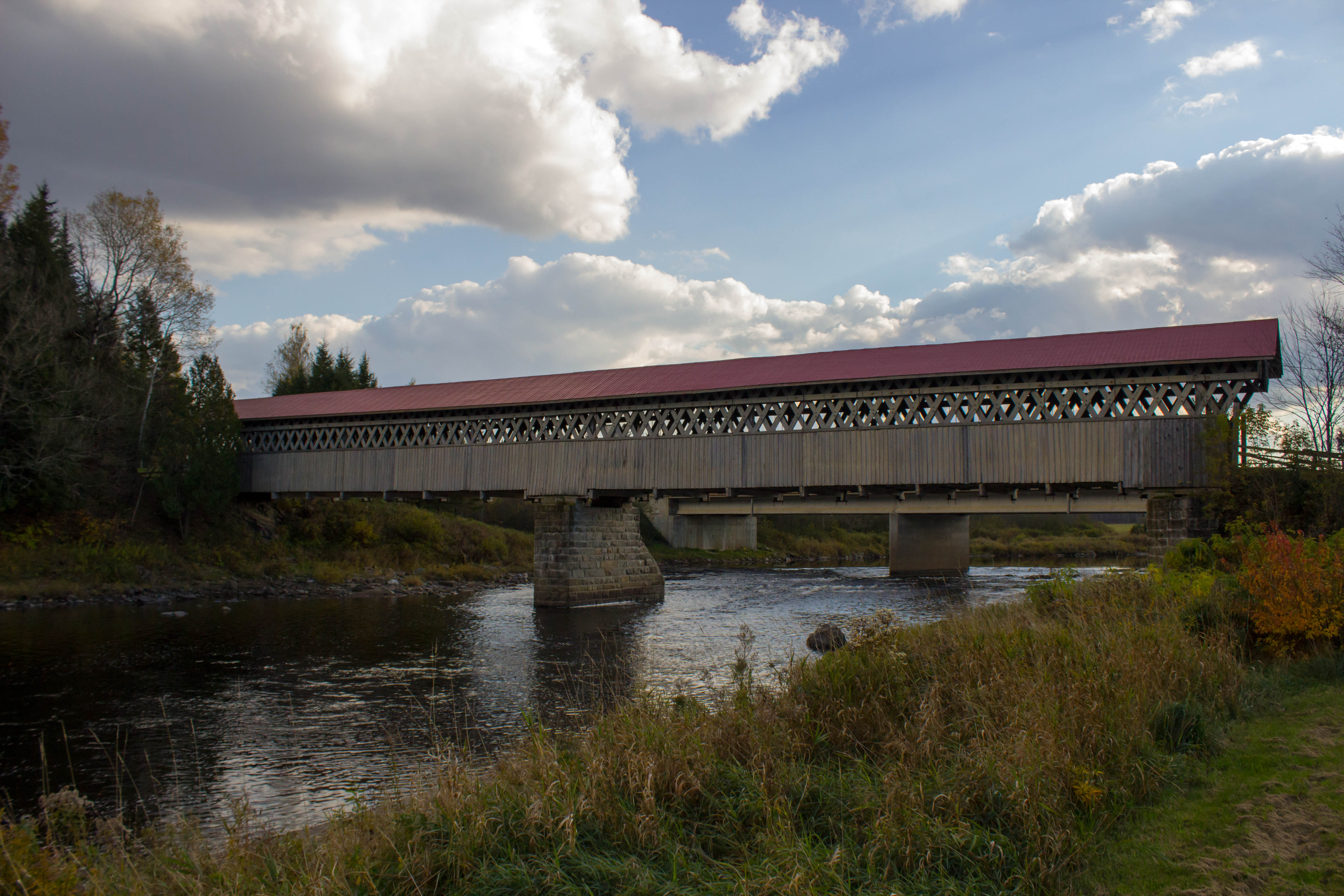
Puente McVetty-McKerry en Lingwick

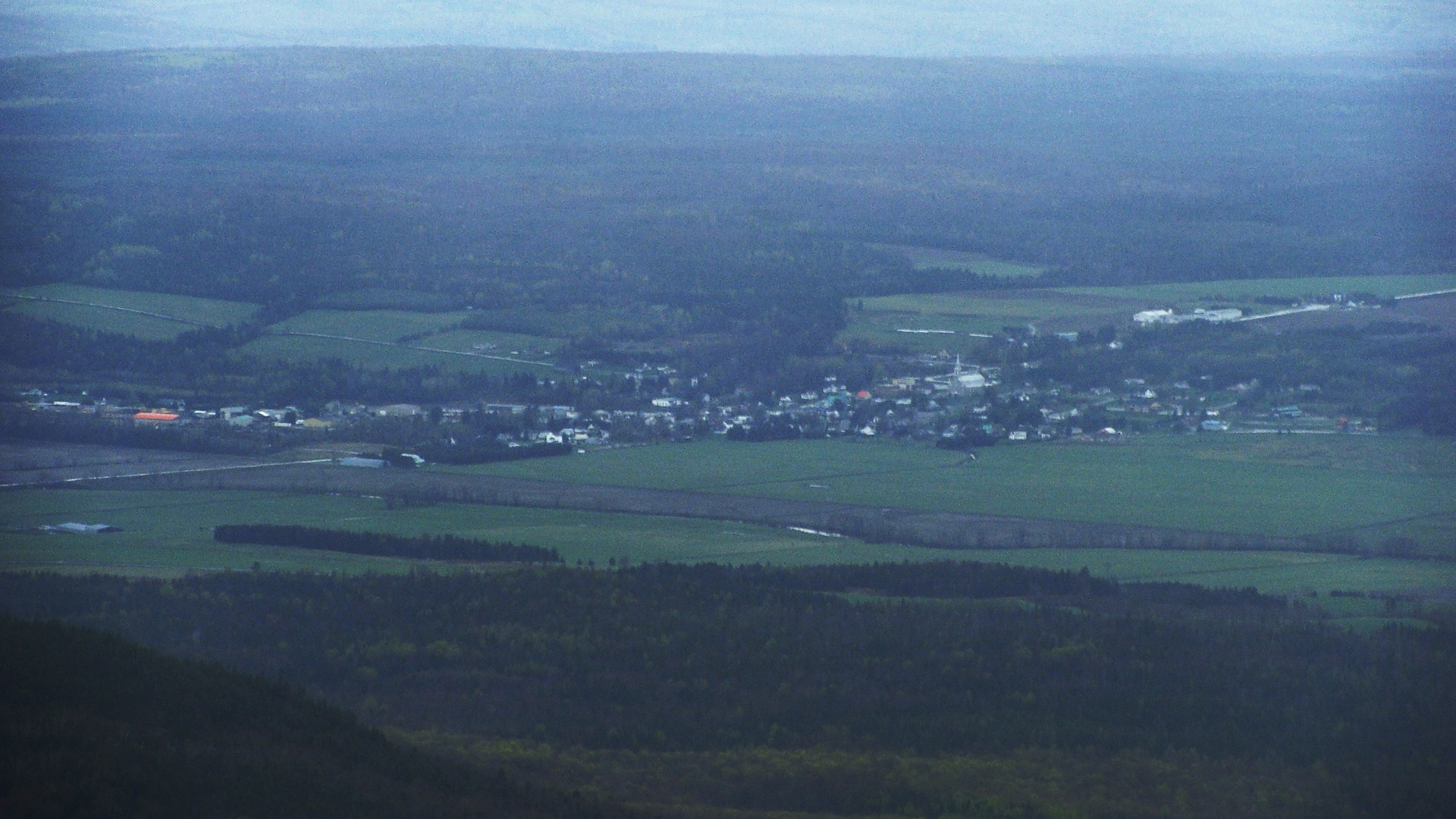
La Patrie

El MRC fue creado en 1982.

## Política
La prefecta actual (2014) es Nicole Robert, electa por sufragio universal. El territorio del MRC forma parte de las circunscripciones electorales de Mégantic a nivel provincial y de Compton-Stanstead a nivel federal.

## Demografía
Según el censo de Canadá de 2011, había 22 065 habitantes en este MRC. La densidad de población era de 9,7 hab./km². La población aumentó de 1,5 % entre 2006 y 2011. En 2011, el número total de inmuebles particulares era de 10 762, de los que 9206 estaban ocupados por residentes habituales, los otros son desocupados o segundas residencias. La población es en mayoría francófona y rural. La población anglófona es en regresión en número y en porcentaje.
Evolución de la población total, 1991-2014
| Año  | Población total |
| ---- | --------------- |
| 1991 | 21 440*         |
| 1996 | 21 400          |
| 2001 | 21 394          |
| 2006 | 21 744          |
| 2011 | 22 065          |
| 2014 | 22 697          |

* Cambio en el territorio entre 1991 y 1996.

## Economía
La economía regional es basada sobre la agricultura y la industria de transformación, incluyendo el papel, el plástico el madera y el vestido,.

## Componentes
Hay 14 municipios en el territorio del MRC de Le Haut-Saint-François. Muchas fusiones de municipios ha reducido su nombre, en 1994, hubo 24 municipios en este MRC.
| Código | Nombre                   | Tipo          | Fecha de constitución | Área total (km²) | Área agua (km²) | Área tierra (km²) | Población 2014 | Gentilicio (en francés) | Densidad (hab./km²) | DT | Número de concejales | CEP      | CEF               |
| ------ | ------------------------ | ------------- | --------------------- | ---------------- | --------------- | ----------------- | -------------- | ----------------------- | ------------------- | -- | -------------------- | -------- | ----------------- |
| 41012  | Saint-Isidore-de-Clifton | Municipalidad | 24.12.1997            | 177,98           | 0,76            | 177,22            | 714            | Isidorien, ne           | 4,0                 | S  | 6                    | Mégantic | Compton-Stanstead |
| 41020  | Chartierville            | Municipalidad | 01.01.1879            | 141,88           | 0,22            | 141,66            | 304            | Chartiervillois, e      | 2,1                 | S  | 6                    | Mégantic | Compton-Stanstead |
| 41027  | La Patrie                | Municipalidad | 24.12.1997            | 206,27           | 0,84            | 205,43            | 730            | -                       | 3,6                 | S  | 6                    | Mégantic | Compton-Stanstead |
| 41037  | Newport                  | Municipalidad | 01.01.2006            | 271,79           | 1,17            | 270,62            | 744            | -                       | 2,7                 | S  | 6                    | Mégantic | Compton-Stanstead |
| 41038  | Cookshire-Eaton          | Ciudad        | 24.07.2002            | 298,03           | 1,84            | 296,19            | 5335           | -                       | 18,0                | D  | 6                    | Mégantic | Compton-Stanstead |
| 41055  | Ascot Corner             | Municipalidad | 28.03.1901            | 85,00            | 1,37            | 83,63             | 3150           | -                       | 37,7                | S  | 6                    | Mégantic | Compton-Stanstead |
| 41060  | East Angus               | Ciudad        | 14.03.1912            | 8,32             | 0,48            | 7,84              | 3852           | Angussien, ne           | 491,3               | S  | 6                    | Mégantic | Compton-Stanstead |
| 41065  | Westbury                 | Cantón        | 16.08.1858            | 57,19            | 0,93            | 56,26             | 1027           | Westburyen, ne          | 18,3                | S  | 6                    | Mégantic | Compton-Stanstead |
| 41070  | Bury                     | Municipalidad | 01.07.1855            | 235,00           | 1,11            | 233,89            | 1241           | Buryen, ne              | 5,3                 | S  | 6                    | Mégantic | Compton-Stanstead |
| 41075  | Hampden                  | Cantón        | 01.01.1874            | 111,53           | 0,60            | 110,93            | 199            | Hampdenois, e           | 1,8                 | S  | 6                    | Mégantic | Compton-Stanstead |
| 41080  | Scotstown                | Ciudad        | 24.06.1892            | 11,96            | 0,37            | 11,59             | 532            | Scotstownois, e         | 45,9                | S  | 6                    | Mégantic | Compton-Stanstead |
| 41085  | Lingwick                 | Cantón        | 01.07.1855            | 249,24           | 7,45            | 241,79            | 410            | Lingwickois, e          | 1,7                 | S  | 6                    | Mégantic | Compton-Stanstead |
| 41098  | Weedon                   | Municipalidad | 09.02.2000            | 224,69           | 8,87            | 215,82            | 2689           | Weedonnais, e           | 12,5                | D  | 6                    | Mégantic | Compton-Stanstead |
| 41117  | Dudswell                 | Municipalidad | 11.10.1995            | 223,34           | 4,58            | 218,76            | 1770           | Dudswellois, e          | 8,1                 | S  | 6                    | Mégantic | Compton-Stanstead |
| 410    | Le Haut-Saint-François   | MRC           | 01.01.1982            | 2302,22          | 30,59           | 2271,63           | 22 697         | .                       | 10,0                | -  | -                    | Mégantic | Compton-Stanstead |

DT división territorial, D distritos, S sin división; CEP circunscripción electoral provincial, CEF circunscripción electoral federal 